# Fünfkampf-Europameisterschaft 1979

Logo CEB (ausrichtender Verband)

Die Fünfkampf-Europameisterschaft 1979, auch Pentathlon-Europameisterschaft genannt, war das siebte Turnier in dieser Disziplin des Karambolagebillards und fand vom 28. April bis zum 5. Mai 1979 in Löwen statt. Es war die zweite Fünfkampf-Europameisterschaft in Belgien.

## Geschichte
Der Belgier Raymond Ceulemans zeigte in Löwen wieder einmal wer der beste Allrounder in Europa und damit in der Welt ist. Mit sieben Siegen in sieben Matches gewann er hochverdient zum dritten Mal den Titel des Fünfkampf-Europameisters. Seine beste Leistung erzielte er im Einband mit bisher nie gespielten 25,00 Generaldurchschnitt (GD). Die Ergebnisse in den anderen Disziplinen waren aber auch mal wieder einmal sehr gut. Zweiter wurde der Titelverteidiger Christ van der Smissen vor Ludo Dielis. Die beiden deutschen Teilnehmer belegten die Plätze vier und sechs. Thomas Wildförster gewann in der zweiten Spielrunde gegen Dieter Müller mit 6:4 und revangierte sich für die 0:10-Finalniederlage vor zwei Monaten bei der Deutschen Meisterschaft in Dülmen. Damit war es für Müller als amtierender Fünfkampf-Weltmeister schon ab der dritten Spielrunde, in der er auch noch gegen Ceulemans mit 4:6 verlor, sehr schwer in die erhofften Medaillenränge zu gelangen.

## Modus
Gespielt wurde das ganze Turnier im Round Robin Modus.
1. PP = Partiepunkte
2. MP = Matchpunkte
3. VGD = Verhältnismäßiger Generaldurchschnitt
4. BVED = Bester Einzel Verhältnismäßiger Durchschnitt

Es wurde zur Berechnung des VGD die 'Portugiesische Tabelle' vom Oktober 1977 angewendet. Hierbei werden die verschiedenen Disziplinen nach einer Formel berechnet. Die Welt-Meisterschaften (und natürlich auch die Europameisterschaften) im Fünfkampf ab 1965 waren auch unter dem Namen 'Neo Pentathlon' bekannt. Die 'Portugiesische Tabelle' wurde 1977 modifiziert. Dadurch sind die Durchschnitte vor 1977 nicht vergleichbar.
Freie Partie: Distanz 250 Punkte
Cadre 47/1: Distanz 150 Punkte
Einband: Distanz 100 Punkte
Cadre 71/2: Distanz 150 Punkte
Dreiband: Distanz 30 Punkte
Der Fünfkampf wurde auch in dieser Spielfolge gespielt.
In der Endtabelle wurden die erzielten Matchpunkte vor den Partiepunkten und dem VGD gewertet.
Unentschiedene Partien in einer Aufnahme wurden mit 2:2 Partiepunkten gewertet.
Bei Matchpunktegleichheit entschied der direkte Vergleich.

## Abschlusstabelle
| Legende | Legende                                       |
| --- | --------------------------------------------- |
| Abk. | Bedeutung                                     |
| Pkt. | erzielte Punkte                               |
| Aufn. | benötigte Aufnahmen                           |
| ED | Einzeldurchschnitt                            |
| GD | Generaldurchschnitt                           |
| VGD | Verhältnismässiger Generaldurchschnitt        |
| BMD | Bester Mannschaftsdurchschnitt                |
| BED | Bester Einzeldurchschnitt                     |
| BSD | Bester Satzdurchschnitt                       |
| BEVD | Bester Einzel Verhältnismässiger Durchschnitt |
| HS | Höchstserie                                   |
| MP | Match Points                                  |
| PP | Partie Punkte                                 |
| G-U-V | Gewonnen-Unentschieden-Verloren               |
| SV | Satzverhältnis                                |
| WRP | Weltranglistenpunkte                          |
| | 1. Platz (Gold)                               |
| | 2. Platz (Silber)                             |
| | 3. Platz (Bronze)                             |
| | Bester GD des Turniers/Runde                  |
| | Bester VGD des Turniers/Runde                 |
| | Bester ED des Turniers/Runde                  |
| | Bester BVGD des Turniers/Runde                |
| | Beste HS des Turniers/Runde                   |
| (Evtl. finden nicht alle Begriffe Anwendung oder einige sind nicht aufgeführt. Diese können in der Liste der Karambolage-Begriffe nachgesehen werden.) |                                               |

| Endklassement               | Endklassement          | Endklassement | Endklassement | Endklassement | Endklassement | Endklassement | Endklassement | Endklassement | Endklassement |
| Platz                       | Name                   | MP            | PP            | VGD           | BVED          |               |               |               |               |
| --------------------------- | ---------------------- | ------------- | ------------- | ------------- | ------------- | ------------- | ------------- | ------------- | ------------- |
| 1                           | Raymond Ceulemans      | 14:0          | 54:16         | 260,48        | 625,65        |               |               |               |               |
| 2                           | Christ van der Smissen | 10:4          | 47:23         | 137,33        | 294,12        |               |               |               |               |
| 3                           | Ludo Dielis            | 10:4          | 42:28         | 144,28        | 335,26        |               |               |               |               |
| 4                           | Dieter Müller          | 6:8           | 38:32         | 137,05        | 328,99        |               |               |               |               |
| 5                           | Hans Vultink           | 6:8           | 34:36         | 94,64         | 190,23        |               |               |               |               |
| 6                           | Thomas Wildförster     | 6:8           | 27:43         | 81,89         | 233,22        |               |               |               |               |
| 7                           | Franz Stenzel          | 4:10          | 25:45         | 82,21         | 110,31        |               |               |               |               |
| 8                           | Egidio Vierat          | 0:14          | 13:57         | 57,31         | –             |               |               |               |               |
| Turnierdurchschnitt: 110,38 |                        |               |               |               |               |               |               |               |               |

## Disziplintabellen
| Platz                      | Name                   | MP   | Pkte. | Aufn. | GD     | BED    | HS  | VGD    |
| -------------------------- | ---------------------- | ---- | ----- | ----- | ------ | ------ | --- | ------ |
| 1                          | Thomas Wildförster     | 10:4 | 1500  | 13    | 115,38 | 250,00 | 490 | 115,38 |
| 2                          | Raymond Ceulemans      | 9:5  | 1504  | 14    | 107,42 | 250,00 | 385 | 107,42 |
| 3                          | Hans Vultink           | 9:5  | 1250  | 15    | 83,33  | 250,00 | 499 | 83,33  |
| 4                          | Ludo Dielis            | 8:6  | 1372  | 14    | 98,00  | 250,00 | 262 | 98,00  |
| 5                          | Dieter Müller          | 8:6  | 1392  | 16    | 86,37  | 250,00 | 750 | 86,37  |
| 6                          | Christ van der Smissen | 8:6  | 1283  | 17    | 75,47  | 250,00 | 264 | 75,47  |
| 7                          | Franz Stenzel          | 4:10 | 963   | 13    | 74,07  | 250,00 | 250 | 74,07  |
| 8                          | Egidio Vierat          | 0:14 | 346   | 10    | 34,60  | –      | 169 | 34,60  |
| Turnierdurchschnitt: 85,71 |                        |      |       |       |        |        |     |        |

| Platz                      | Name                   | MP   | Pkte. | Aufn. | GD    | BED    | HS  | VGD    |
| -------------------------- | ---------------------- | ---- | ----- | ----- | ----- | ------ | --- | ------ |
| 1                          | Christ van der Smissen | 12:2 | 997   | 25    | 39,88 | 150,00 | 174 | 194,40 |
| 2                          | Ludo Dielis            | 10:4 | 921   | 28    | 32,89 | 75,00  | 138 | 155,93 |
| 3                          | Dieter Müller          | 8:6  | 794   | 24    | 33,08 | 150,00 | 280 | 157,20 |
| 4                          | Raymond Ceulemans      | 8:6  | 843   | 30    | 28,10 | 150,00 | 249 | 130,50 |
| 5                          | Franz Stenzel          | 8:6  | 766   | 31    | 24,70 | 75,00  | 149 | 116,80 |
| 6                          | Hans Vultink           | 5:9  | 747   | 32    | 23,34 | 75,00  | 140 | 111,36 |
| 7                          | Thomas Wildförster     | 5:9  | 677   | 42    | 16,11 | 25,00  | 86  | 75,55  |
| 8                          | Egidio Vierat          | 0:14 | 558   | 54    | 10,33 | –      | 88  | 33,30  |
| Turnierdurchschnitt: 23,69 |                        |      |       |       |       |        |     |        |

| Platz                     | Name                   | MP   | Pkte. | Aufn. | GD    | BED   | HS | VGD    |
| ------------------------- | ---------------------- | ---- | ----- | ----- | ----- | ----- | -- | ------ |
| 1                         | Raymond Ceulemans      | 14:0 | 700   | 28    | 25,00 | 50,00 | 99 | 610,00 |
| 2                         | Christ van der Smissen | 10:4 | 638   | 72    | 8,86  | 20,00 | 47 | 141,71 |
| 3                         | Ludo Dielis            | 8:6  | 552   | 54    | 10,22 | 25,00 | 56 | 186,28 |
| 4                         | Hans Vultink           | 8:6  | 524   | 62    | 8,45  | 16,66 | 65 | 128,75 |
| 5                         | Dieter Müller          | 5:9  | 520   | 58    | 8,96  | 20,00 | 46 | 144,57 |
| 6                         | Thomas Wildförster     | 5:9  | 548   | 77    | 7,11  | 11,11 | 64 | 96,20  |
| 7                         | Egidio Vierat          | 4:10 | 457   | 65    | 7,03  | 14,28 | 35 | 94,60  |
| 8                         | Franz Stenzel          | 2:12 | 302   | 62    | 4,87  | 10,00 | 32 | 59,57  |
| Turnierdurchschnitt: 8,87 |                        |      |       |       |       |       |    |        |

| Platz                      | Name                   | MP   | Pkte. | Aufn. | GD    | BED    | HS  | VGD    |
| -------------------------- | ---------------------- | ---- | ----- | ----- | ----- | ------ | --- | ------ |
| 1                          | Raymond Ceulemans      | 10:4 | 951   | 18    | 52,83 | 75,00  | 144 | 161,32 |
| 2                          | Dieter Müller          | 10:4 | 843   | 16    | 52,68 | 150,00 | 259 | 160,72 |
| 3                          | Hans Vultink           | 10:4 | 1001  | 27    | 37,07 | 150,00 | 212 | 108,77 |
| 4                          | Christ van der Smissen | 9:5  | 887   | 18    | 49,27 | 150,00 | 320 | 147,08 |
| 5                          | Ludo Dielis            | 8:6  | 784   | 16    | 49,00 | 75,00  | 141 | 146,00 |
| 6                          | Franz Stenzel          | 5:9  | 710   | 20    | 35,50 | 150,00 | 157 | 104,28 |
| 7                          | Thomas Wildförster     | 3:11 | 412   | 20    | 20,60 | 50,00  | 157 | 58,66  |
| 8                          | Egidio Vierat          | 1:13 | 475   | 29    | 16,37 | 18,75  | 94  | 44,56  |
| Turnierdurchschnitt: 36,96 |                        |      |       |       |       |        |     |        |

| Platz                      | Name                   | MP   | Pkte. | Aufn. | GD    | BED   | HS | VGD    |
| -------------------------- | ---------------------- | ---- | ----- | ----- | ----- | ----- | -- | ------ |
| 1                          | Raymond Ceulemans      | 13:1 | 210   | 143   | 1,468 | 2,500 | 10 | 293,20 |
| 2                          | Ludo Dielis            | 8:6  | 183   | 172   | 1,063 | 1,875 | 9  | 135,20 |
| 3                          | Christ van der Smissen | 8:6  | 186   | 178   | 1,044 | 2,142 | 11 | 128,00 |
| 4                          | Egidio Vierat          | 8:6  | 177   | 197   | 0,898 | 1,153 | 6  | 76,33  |
| 5                          | Dieter Müller          | 7:7  | 192   | 180   | 1,066 | 1,304 | 10 | 136,40 |
| 6                          | Franz Stenzel          | 6:8  | 168   | 205   | 0,819 | 1,071 | 6  | 56,33  |
| 7                          | Thomas Wildförster     | 4:10 | 170   | 202   | 0,841 | 1,000 | 10 | 63,66  |
| 8                          | Hans Vultink           | 2:12 | 167   | 221   | 0,755 | 0,750 | 10 | 41,00  |
| Turnierdurchschnitt: 0,969 |                        |      |       |       |       |       |    |        |